# Оразов, Байдуйсен
Байдуйсе́н Ора́зов (1911 год — 29 января 1986 год, посёлок Шиели) — колхозник, звеньевой колхоза «Коммунизм» Чиилийского района Кзыл-Ординской области, Казахская ССР. Герой Социалистического Труда (1967).

## Биография
Происходит из рода таракты . С 1929 года работал в колхозе «Енбекши». В 1938 году избран председателем сельского совета. Участвовал в Великой Отечественной войне. После тяжёлого ранения, полученного в сентябре 1944 года, демобилизовался и возвратился в Казахстан, где продолжил работать председателем колхоза в родном селе. В 1963 году был назначен звеньевым рисоводческого звена колхоза «Коммунизм» Чиилийского района.
В 1964 году звено под руководством Байдуйсена Оразова собрало в среднем по 45 центнеров риса с каждого гектара на участке площадью 25 гектаров. В 1965 году было собрано в среднем по 41 центнеров на участке площадью 23 гектара и в 1966 году — по 64 центнера риса на участке площадью 25 гектаров. За эти выдающиеся трудовые достижения был удостоен в 1967 году звания Героя Социалистического Труда.
Награды
- Герой Социалистического Труда — указом Президиума Верховного Совета СССР 19 апреля 1967 года
- Орден Ленина